# Абія (штат)
Абія (англ. Abia) — штат у Нігерії. Адміністративний центр — місто Умуахія.
Площа штату — 5 834 км2. Чисельність населення (станом на 2006 рік) — 2 833 999 осіб.

## Історія
Назва «Абія» — це абревіатура, утворена від назв чотирьох найбільш густонаселених регіонів штату: Аба, Бенді, Ізуіквато і Афікпо.
З 1967 по 1970 роки штат входив до складу невизнаної держави Біафра. Утворений 27 серпня 1991 року після виділення зі штату Імо.

## Демографія
95 % населення Абії складає етнічна група ігбо. Майже в усіх поселеннях штату (окрім Південної та Північної Аби) чисельно переважають жінки. У системі розселення домінують два основні міські центри, а саме: Умуахія та Аба.

## Релігія
Серед населення переважають християни різних конфесій. Також є велика кількість мусульман. Частина населення є анімістами, які вірять в істоту на ім'я «Чукву», яка здатна впливати на долю людей.

## Географічне розташування
Штат розташований у південно-східній частині країни, густонаселеному регіоні Дельта Нігеру. На півночі межує зі штатами Ебоньї та Енугу, на півдні — зі штатом Риверс, на заході — з Імо, на північному сході — з Крос-Ривер та Аква-Ібом на південному сході.
Південна частина території штату — низинна, з рясними опадами близько 2400 мм/рік (особливо у квітні-жовтні). Решта території — помріно високо рівнинна.
Найбільшими річками штату є Імо, Ігву, Аба та Азуміні, що впадають в Атлантичний океан через дельту річки Нігер.

## Економіка
Найважливішими галузями економіки штату є роздрібна торгівля та сільське господарство. Тут вирощують зернові культури, кокосові пальми, маїс, рис, ямс, маніок, фрукти та овочі. Важливе значення має видобувна промисловість: видобуток цинку, дрібного піску і вапняку, а також видобуток сирої нафти. Нафтові родовища Абії експлуатуються транснаціональними корпораціями, такими як Shell, Agip та ін. Крім того, в Абії розвинені текстильна галузь, виробництво скла й кераміки, а також броварство.
Велика площа лісів створює перспективу для розвитку целюлозної промисловості.
Наявність густої річкової мережі дає можливості для розвитку галузі гідроенергетики, будівництва зрошувальних системи, річкового транспорту, туризму та рибальства. Для населення, що проживає уздовж річок, рибальство є основним заняттям.
Столиця штату Умуахія розташована вздовж залізничної магістралі, що з'єднує Порт-Гаркорт на півдні (штат Риверс) з Енугу на півночі (штат Енугу).

## Адміністративний поділ
Штат поділяється на 17 територій місцевого управління:
- Арочукву (Arochukwu)
- Бенде (Bende)
- Ізуіквато (Isuikwuato)
- Іквано (Ikwuano)
- Обі Нгва (Obi Ngwa)
- Огафія (Ohafia)
- Озісіома Нгва (Osisioma Ngwa)
- Південна Аба (Aba South)
- Північна Аба (Aba North)
- Південна Ізіалія Нгва (Isiala Ngwa South)
- Північна Ізіалія Нгва (Isiala Ngwa North)
- Південна Умуахія (Umuahia South)
- Північна Умуахія (Umuahia North)
- Угвунагбо (Ugwunagbo)
- Західна Уква (Ukwa West)
- Східна Уква (Ukwa East)
- Уму Ннеочі (Umu Nneochi)